# Йосип Ліберберг
Ліберберг Йосип Ізраїльович (27.10.1897–09.03.1937) — історик, мовознавець, державний діяч. Чл.-кор. ВУАН (нині Національна академія наук України; 1934).
Народився в м. Старокостянтинів. Навчався на історико-філологічному факультті Київського університету. Входив до Єврейської соціал-демократичної робітничої партії «Поалей Ціон».
Від 1918 служив добровольцем у РСЧА, перебував на підпільній роботі в Полтавській губернії та Київській губернії. Від 1920 мешкав у Києві. Від 1919 — член КП(б)У.
Викладав всесвітню історію, історію соціалізму, історію класової боротьби на Вищих політ. курсах Укр. військ. округу, на єврейс. пед. курсах, у Київ. політех. ін-ті, Київ. с.-г. ін-ті, Київ. ін-ті нар. освіти, Київ. ін-ті нар. госп-ва. Від 1926 займав посади наук. співробітника, керівника секції історії Зх. Європи Науково-дослідної кафедри марксизму-ленінізму при ВУАН і паралельно працював (до 1927) в Ін-ті марксизму в Харкові. 1926–29 очолював створену (на противагу Гебраїстичній історико-археографічній комісії при ВУАН) н.-д. кафедру історії єврейської культури при 1-му відділі ВУАН (кафедра була адміністративно підпорядкована Наркомосу УСРР) та завідував її істор. секцією. Від 1929 (і до 1934) — директор Інституту єврейської пролетарської культури при ВУАН (Ін-т був створений на основі н.-д. кафедри історії єврейської культури) та одночасно керівник історичної секції цього інституту.
1934 був обраний делегатом XVII з'їзду ВКП(б).
Від жовтня 1934 — голова орг. комітету Єврейської автономної області у складі РРФСР, з грудня цього ж року — перший голова виконкому обласної ради Єврейської автономної області (нині у складі Хабаровського краю, РФ).
20 серпня 1936 заарештований у Москві й ув'язнений.
16 жовтня 1936 постановою Президії АН УСРР виключений зі складу академії як «контрреволюціонер, ворог партії, уряду і радянського народу».
9 березня 1937 Військ. колегією Верховного суду СРСР за звинуваченням у належності до контрреволюц. троцькістсько-терористичної орг-ції засуджений до смерті. Страчений того ж дня в м. Москва.
Реабілітований 1956.